# Каган-Шабшай, Яков Фабианович

Яков Каган-Шабшай, его жена Слава Исааковна и брат Александр

Яков Фабианович Каган-Шабшай (при рождении Яков Фавиевич Каган; 25  июня (7 июля) 1877, Вильно — 9 февраля 1939, Москва) — российский и советский инженер-электротехник, профессор, основатель Государственного электромашиностроительного института, коллекционер еврейской живописи.

## Биография
Яков Фавиевич Каган родился 25 июня (по старому стилю) 1877 года в Вильно, в еврейской семье. Отец — учитель Еврейского училища Фавий Яковлевич Каган, проработал 42 года и умер в 1910 году. Мать Анна Абрамовна Розенберг — всю жизнь домохозяйка. Брат Каган-Шабшай, Александр Фабианович.

### Образование
- В 1896 году окончил Могилевскую гимназию, поступил в Киевский университет на медицинский факультет.
- В 1897—1898 годах оставил медицинский факультет и перевелся на физико-математический факультет.
- В 1901 году окончил физико-математический факультет Императорского университета Святого Владимира.
- В 1902 году держал Государственный экзамен при Новороссийском университете, сдал его с дипломом I степени.
- В 1902—1904 годах учился в Льежском электротехническом институте в Бельгии, который окончил в 1904 году с отличием.

### Деятельность
- До 1905 года работал в Берлине у Сименс-Шуккерта.
- С 1905 по 1910 годы работал в качестве инженера-электрика на заводе «Русского электрического Общества Вестингауз» в Москве.
- С 1910 по 1920 годы занимался экспертной и консультационной деятельностью на ряде фабрик и заводов промышленных областей − России и Урала (Варшава−Пермь по горизонтали и Петербург−Ростов по вертикали)
- В 1920 году создал институт инженеров-электриков-производственников, позже переименованный в Государственный Электростроительный Институт имени Я. Ф. Каган-Шабшая, был директором, профессором и руководителем кафедры электромашиностроения по 1931 год.
- В 1930 году был основателем и первым ректором Московского станкоинструментального института (СТАНКИН)
- С 1931 года по 1933 год руководил группой ВТУЗов с сокращенным сроком обучения, предприятий — школ и факультетов особого назначения, созданных по предложению и проекту Якова Фабиановича Каган-Шабшая. В качестве помощника начальника Сектора кадров ВСНХ (позже — НКТП) СССР.
- В 1933−1935 годах начальник факультета особого назначения НКЗ РСФСР и зам. директора по научной части ЦИНИМАШа НКТП.
- В 1935−1936 годах — ответственный редактор «Стаховской библиотеки» и заместитель ответственного редактора журнала и консультант ЦИТЭИНа. Одновременно — консультант ВОИЗа.
- С декабря 1936 года главный инженер и главный технический редактор всех изданий НТИ «Оргэнерго».

Яков Каган-Шабшай жил в Москве на Малом Знаменском переулке, в доме 7/10, кв. 14.
Умер в 1939 году в Москве, похоронен на Новодевичьем кладбище.

## Семья
- Брак 20 августа 1902 года Украина Киев.
- Жена — Каган-Шабшай Слава (Александра) Исааковна (1876—1951), урождённая Рабинович
- У Якова Каган — Шабшая было трое детей — Вера, Марьян и Святослав.
- Дочь — Вера Яковлевна Шабшай (Киев 1905 — Москва 1988) — педагог-хореограф, вторая жена художника-графика Н. Н. Купреянова[2]. Окончила Московский государственный техникум имени Луначарского (впоследствии — ГИТИС), Хореографическое отделение техникума имени Луначарского в 1927 году. После этого её приняли в еврейский театр «Фрайкунст», работая в котором, она решила возродить еврейский балет и пантомиму. За финансовой поддержкой Вера обратилась к своему отцу, Якову Каган-Шабшаю. А за содействием в прокате программы — к Михаилу Гнесину, председателю Общества еврейской музыки. Фотографии сцен из постановок Веры Каган-Шабшай входили в экспозицию «В начале было тело (Искусство движения в Москве. 20-е годы)», которая проходила в Риме с 16 марта по 30 апреля 1999 года.
- Святослав Яковлевич Миттельштедт (05. 01. 1930 — 03. 05. 2020 г. Москва). Введенское кладбище.
- Марьян Яковлевич Каган—Шабшай (21. 02. 1910 — 01. 04.1977 г.) проживал в Калужской области, Боровск, улица Ф. Энгельса. 1935 — агент по поручениям в московском Союзе советских художников 5 ноября 1935 — арестован 31 января 1936 — по постановлению Особого Совещания при НКВД СССР «за контрреволюционную провокационную деятельность» заключен в исправительно-трудовой лагерь сроком на 3 года (осужден за рассказанный кому-то анекдот) Однажды, во время войны, Марьян появился в родительском доме 1949 — охранник в тресте «Базстрой» в городе Краснотурьинске 30 июля 1949 — вновь арестован 24 декабря 1949 — по постановлению Особого Совещания при МГБ СССР по обвинению по статье 58 пункту 10 часть I УК РСФСР («за антисоветскую агитацию») заключен в исправительно-трудовой лагерь сроком на 10 лет Наказание отбывал в Республике Коми 2 декабря 1955 — освобожден досрочно (по болезни) 23 января 1956 — постановлением Центральной Комиссии по пересмотру дел на лиц, осужденных за контрреволюционные преступления, содержащихся в лагерях, колониях и тюрьмах МВД СССР и находящихся в ссылке на поселении постановлене Особого Совещания при МГБ СССР от 24 декабря 1949 года в отношении Каган-Шабшая М. Я. отменено, дело прекращено и Каган-Шабшай М. Я. из-под стражи освобожден Марьян Яковлевич получил свою долю от продажи шагаловских работ. На эти деньги он купил часть избы в деревне Роща Боровского района Калужской области на 101-м километре, ибо не имел права на проживание в Москве. Женился на местной девушке Насте и повесил на крестьянской двери медную, как то было в доме его отца, человека Запада, табличку: «Марьян Яковлевич Каган-Шабшай».
- Утром погнали на общие работы. В.Д. определили носить доски на строительстве здания у шахты. Его напарником был тщедушный человечек со впалой грудью. Новый товарищ оказался общительным и за два—три дня рассказал В.Д. свою биографию. Марьян Яковлевич Коган-Шапшай вырос в центре Москвы, на Волхонке. При НЭПе юный Марьян весело прожигал жизнь среди столичной золотой молодежи. Он подавал большие надежды в музыке и охотно развлекал беспечных подружек и приятелей виртуозной игрой на фортепиано. Жизнь казалась сплошным праздником. Его отец, известный ученый Яков Коган-Шапшай (одно время в Москве был институт его имени), должно быть, уже понимал, какое будущее может ожидать Марьяна на родине и предложил жене послать молодого человека в Париж к дяде. Тогда видное положение и обширные связи ученого ещё позволяли отправить сына за границу. Но мать юноши наотрез отказалась от планов мужа, заявив, что без своего мальчика не проживет, и Марьян остался дома. Вскоре худшие опасения отца подтвердились: компанию юных сорванцов заметили чекисты, молодых людей арестовали. Марьяна сослали под Новосибирск, и с тех пор он не вылезал из мест не столь отдаленных. Впоследствии профессор, вспоминая историю Марьяна, не раз попрекал жену: «Чего ты добилась? Не хотела отпускать сына во Францию! Теперь он пасет свиней в Сибири». В неволе Марьян провел почти полжизни. Последний раз его арестовали в конце 40-х годов. Тогда он томился в ссылке на Урале и даже охранял с винтовкой без единого патрона пленных немцев. Но и такое оружие было, конечно, лишним. Только безумец мог решиться на побег в чужой полуголодной стране за тысячи километров от границы. Марьян понимал, что дело опять кончится сроком, а в Москве он не был давным-давно и страстно мечтал попасть в столицу. Уже в тюрьме у него созрел план, который, как ни странно, и привел Марьяна на несколько дней в город его юности. Неожиданно для следователя арестованный стал безропотно признавать все обвинения, причем выдал органам и массу новой ценной информации. Выяснилось, что на Урале ссыльный Коган-Шапшай выполнял задания секретных служб Доминиканской республики, Коста-Рики и других экзотических стран. Опытнейшие следователи впервые услышали от него о существовании некоторых островных государств Карибского бассейна. Стало ясно, что местным органам с попавшей к ним в сети крупной рыбой не разобраться, пора подключать центральный аппарат. Было решено отправить Когана-Шапшая на Лубянку. Так сбылась заветная мечта Марьяна Яковлевича. В центре без особых усилий установили, что, хотя перед ними и закоренелый враг народа, его контакты с разведками Центральной Америки, по крайней мере, сомнительны. Марьян получил десять лет и отбыл из Москвы на Север. Лагеря и ссылки изрядно потрепали когда-то блестящего молодого человека. В Инте на нем можно было разве что «дым возить». Вестей из дома он давно не имел, на будущее махнул рукой, только постоянно мучился без табака. В.Д. ещё с пересыльного лагпункта отправил письмо домой и в апреле получил первую посылку. Марьян выпрашивал табачок у кого только мог и узнав, что напарнику пришли продукты, сразу предложил: «Я тебя устрою куда хочешь. За две пачки махорки. Пусть мать пришлет». Все, кроме вновь прибывших, знали, что за курево Марьян готов сулить золотые горы, но реально помочь ничем не может. Если в счет будущих услуг ему удавалось что-то выпросить, Коган-Шагалай обычно говорил: «Я навел справки, с понедельника будешь на новом месте.» Но шли дни, а Марьян все кормил человека обещаниями. С виду это был типичный лагерник без возраста. О его прошлой жизни напоминали лишь чудом сохранившиеся изящные пальцы пианиста. За словом в карман Марьян Яковлевич никогда не лез. Раз несли они с В.Д. короткую тонкую доску и нарвались на начальника шахты. Увидев работяг с их ношей, тот свирепо рявкнул: «Как же вы, черти, работаете?» На что Марьян, глядя по обыкновению снизу вверх, спокойно возразил: «А ты хочешь, чтобы мы толстые бревна таскали?» Начальник плюнул, выругался и прошёл мимо. [Латкин-Турков Владимир Дмитриевич Зло // Инталия. 1995 год.
  - Наталья Львовна (дочь Веры Яковлевны) и её сын Андрей Куманин (специалист по художественной ковке металла), живущие ныне в Израиле — внучка и правнук Якова Каган-Шабшая.

## Коллекционер
В начале XX века Яков Каган-Шабшай принял участие в судьбе Марка Шагала: он был одним из первых покупателей картин художника. В 1923 году, когда уже эмигрировавший из России Шагал провёл свою персональную выставку в Берлине, шестнадцать из выставленных на ней полотен были отмечены в каталоге как собственность Я. Кагана-Шабшая.
В 2015 году был опубликована монография Я. В. Брука о его коллекции «Яков Каган-Шабшай и его Еврейская художественная галерея».